# Platonov
Platonov é nome do personagem central do primeiro drama de Anton Tchékhov, que ele tentou em vão encenar. O nome é também por vezes usado para denominar essa mesma peça.
Em 1880, Cechov envia um drama, escrito nos últimos tempos de sua vida em Taganrog, com o título inicial de "os sem-pai" a uma famosa atriz de teatro em Moscovo, Marija Ermolova, que o devolveu sem comentários. Depois disso, Cechov desistiu de tentar trazer uma encenação do drama para o palco.